# Шептицька міська рада
Шепти́цька міська́ ра́да — орган місцевого самоврядування у Львівській області з адміністративним центром у місті Шептицький.

## Загальні відомості
- Територія ради: 17 км²
- Населення ради: 85 034 особи (станом на 2001 рік)
- Територією ради протікає річка Західний Буг.

## Підпорядкування
Шептицькій міській раді підпорядковані населені пункти Шептицької міської громади.

## Населення
Розподіл населення за віком та статтю (2001):
| Стать | Всього | До 15 років | 15-24 | 25-44  | 45-64  | 65-85 | Понад 85 |
| --- | ------ | ----------- | ----- | ------ | ------ | ----- | -------- |
| Чоловіки | 40 091 | 8259        | 6533  | 12 889 | 8332   | 4021  | 57       |
| Жінки | 44 940 | 7670        | 6432  | 14 468 | 10 741 | 5447  | 182      |
| \| Статево-вікова піраміда \| Статево-вікова піраміда \| Статево-вікова піраміда \| \| ----------------------- \| ----------------------- \| ----------------------- \| \| Чоловіки \| Вік \| Жінки \| \| 57 \| 85 + \| 182 \| \| 126 \| 80-84 \| 252 \| \| 416 \| 75-79 \| 860 \| \| 1376 \| 70-74 \| 1788 \| \| 2103 \| 65-69 \| 2547 \| \| 2220 \| 60-64 \| 3129 \| \| 1395 \| 55-59 \| 2204 \| \| 1973 \| 50-54 \| 2434 \| \| 2744 \| 45-49 \| 2974 \| \| 4299 \| 40-44 \| 4568 \| \| 3290 \| 35-39 \| 3889 \| \| 2759 \| 30-34 \| 3140 \| \| 2541 \| 25-29 \| 2871 \| \| 2829 \| 20-24 \| 2849 \| \| 3704 \| 15-20 \| 3583 \| \| 3624 \| 10-14 \| 3392 \| \| 2797 \| 5-9 \| 2545 \| \| 1838 \| 0-4 \| 1733 \| |        |             |       |        |        |       |          |
| Статево-вікова піраміда |        |             |       |        |        |       |          |
| Чоловіки | Вік    | Жінки       |       |        |        |       |          |
| 57 | 85 +   | 182         |       |        |        |       |          |
| 126 | 80-84  | 252         |       |        |        |       |          |
| 416 | 75-79  | 860         |       |        |        |       |          |
| 1376 | 70-74  | 1788        |       |        |        |       |          |
| 2103 | 65-69  | 2547        |       |        |        |       |          |
| 2220 | 60-64  | 3129        |       |        |        |       |          |
| 1395 | 55-59  | 2204        |       |        |        |       |          |
| 1973 | 50-54  | 2434        |       |        |        |       |          |
| 2744 | 45-49  | 2974        |       |        |        |       |          |
| 4299 | 40-44  | 4568        |       |        |        |       |          |
| 3290 | 35-39  | 3889        |       |        |        |       |          |
| 2759 | 30-34  | 3140        |       |        |        |       |          |
| 2541 | 25-29  | 2871        |       |        |        |       |          |
| 2829 | 20-24  | 2849        |       |        |        |       |          |
| 3704 | 15-20  | 3583        |       |        |        |       |          |
| 3624 | 10-14  | 3392        |       |        |        |       |          |
| 2797 | 5-9    | 2545        |       |        |        |       |          |
| 1838 | 0-4    | 1733        |       |        |        |       |          |

## Склад ради
Рада складається з 36 депутатів та голови.
- Голова ради: Залівський Андрій Іванович
- Секретар ради: Грасулов Олександр Олегович

### Керівний склад попередніх скликань
| ПІБ                     | Основні відомості                                  | Дата обрання | Дата звільнення |
| ----------------------- | -------------------------------------------------- | ------------ | --------------- |
| Чудійович Ігор Іванович | Міський голова, 1958 року народження, безпартійний | 26.03.2006   | 31.10.2010      |
| Чудійович Ігор Іванович | Міський голова, 1958 року народження, безпартійний | 31.10.2010   |                 |

Примітка: таблиця складена за даними джерела

### Депутати
За результатами місцевих виборів 2010 року депутатами ради стали:

#### За суб'єктами висування
| Суб'єкт висування                                       | Кількість обраних депутатів | %  |
| ------------------------------------------------------- | --------------------------- | -- |
| Політична партія Всеукраїнське об'єднання «Свобода»     | 23                          | 46 |
| Політична партія «Фронт Змін»                           | 9                           | 18 |
| Політична партія Всеукраїнське об'єднання «Батьківщина» | 4                           | 8  |
| Політична партія Народний рух України                   | 4                           | 8  |
| Політична партія «Наша Україна»                         | 4                           | 8  |
| Партія регіонів                                         | 2                           | 4  |
| Політична партія «Сильна Україна»                       | 2                           | 4  |
| Громадянська партія «ПОРА»                              | 1                           | 2  |
| Українська Народна Партія                               | 1                           | 2  |

#### За округами
| № округу | Прізвище, ім'я, по батькові       | Дата визнання обраним | Освіта         | Партійна приналежність                        | Відомості про обраного депутата |
| -------- | --------------------------------- | --------------------- | -------------- | --------------------------------------------- | --- |
| б/м      | Василишин Петро Стефанович        | 05.11.2010            | Освіта вища    | член Громадянської партії «ПОРА»              | Тзов фірма «Орбіта», юрист |
| б/м      | Юрейчак Володимир Рігірович       | 05.11.2010            | Освіта вища    | член Партії регіонів                          | ТзОВ «Каріна», директор |
| б/м      | Дубецька Оксана Юріївна           | 05.11.2010            | Освіта вища    | член Партії регіонів                          | ТзОВ «Вест Агро-Трейд», директор |
| б/м      | Попик Богдан Васильович           | 05.11.2010            | Освіта вища    | член Всеукраїнського об'єднання «Батьківщина» | Червоноградська загальноосвітня школа № 5, директор |
| б/м      | Сухинюк Віктор Євгенович          | 05.11.2010            | Освіта вища    | член Всеукраїнського об'єднання «Батьківщина» | ТзОВ ЗПВ «ІТК», комерційний директор |
| 3        | Гаврада Іван Михайлович           | 03.11.2010            | Освіта вища    | член Всеукраїнського об'єднання «Батьківщина» | КП «Червоноградтеплокомуненерго», начальник району теплових мереж № 3 |
| 25       | Бучма Сергій Маркович             | 03.11.2010            | Освіта вища    | член Всеукраїнського об'єднання «Батьківщина» | ПП «Євродент», лікар-стоматолог |
| б/м      | Пилипчук Павло Мар'янович         | 05.11.2010            | Освіта вища    | член Всеукраїнського об'єднання «Свобода»     | Львівський державний університет фізичної культури, викладач |
| б/м      | Гриб Святослав Мирославович       | 05.11.2010            | Освіта вища    | член Всеукраїнського об'єднання «Свобода»     | Українська академія друкарства, аспірант, найкращий студент України 2007 р., чемпіон України з пауерліфтингу                                                                 |
| б/м      | Кінах Олеся Петрівна              | 05.11.2010            | Освіта вища    | член Всеукраїнського об'єднання «Свобода»     | ЗАТ «Дюна-Веста», менеджер міжнародного відділу |
| б/м      | Мочульська Ольга Василівна        | 05.11.2010            | Освіта вища    | член Всеукраїнського об'єднання «Свобода»     | приватне підприємство, бухгалтер |
| б/м      | Котик Віктор Володимирович        | 05.11.2010            | Освіта вища    | член Всеукраїнського об'єднання «Свобода»     | Львівдержрибнагляд, райдержінспектор |
| б/м      | Вовків Ірина Юріївна              | 05.11.2010            | Освіта вища    | член Всеукраїнського об'єднання «Свобода»     | Червоноградська школа мистецтв, викладач |
| б/м      | Котик Василь Васильович           | 05.11.2010            | Освіта середня | член Всеукраїнського об'єднання «Свобода»     | Шахта Великомостівська, підземний працівник |
| б/м      | Клімченко Надія Зіноївна          | 05.11.2010            | Освіта вища    | член Всеукраїнського об'єднання «Свобода»     | ШБУ-2 ВАТ «Укрзахідвуглебуд», виконроб |
| б/м      | Ройко Ігор Михайлович             | 05.11.2010            | Освіта вища    | член Всеукраїнського об'єднання «Свобода»     | пенсіонер |
| 1        | Гануляк Роман Ількович            | 03.11.2010            | Освіта вища    | член Всеукраїнського об'єднання «Свобода»     | шахта «Великомостівська», начальник дільниці |
| 2        | Чесниківський Олег Володимирович  | 03.11.2010            | Освіта вища    | член Всеукраїнського об'єднання «Свобода»     | Західно-державна-міжрегіональна гірнича інспекція, головний гірничомеханічний інспектор                                                                                      |
| 5        | Чепіль Іван Іванович              | 03.11.2010            | Освіта вища    | член Всеукраїнського об'єднання «Свобода»     | приватний підприємець |
| 6        | Кулинич Володимир Іванович        | 03.11.2010            | Освіта середня | член Всеукраїнського об'єднання «Свобода»     | Шахта «Великомостівська», бригадир |
| 7        | Климівський Петро Назарович       | 03.11.2010            | Освіта вища    | член Всеукраїнського об'єднання «Свобода»     | приватний підприємець |
| 8        | Леськів Олег Ярославович          | 03.11.2010            | Освіта вища    | член Всеукраїнського об'єднання «Свобода»     | тимчасово не працює |
| 12       | Булик Микола Тимофійович          | 03.11.2010            | Освіта середня | член Всеукраїнського об'єднання «Свобода»     | пенсіонер |
| 13       | Кулинич Роман Іванович            | 03.11.2010            | Освіта вища    | член Всеукраїнського об'єднання «Свобода»     | Шахта «Степова», гірничий майстер |
| 14       | Дубецький Володимир Іванович      | 03.11.2010            | Освіта середня | член Всеукраїнського об'єднання «Свобода»     | приватний підприємець |
| 15       | Грасулов Олександр Олегович       | 03.11.2010            | Освіта вища    | член Всеукраїнського об'єднання «Свобода»     | ДП «Дирекція по будівництву об'єктів», головний механік |
| 17       | Кровіцький Віктор Олексійович     | 03.11.2010            | Освіта середня | член Всеукраїнського об'єднання «Свобода»     | пенсіонер |
| 18       | Вовків Олег Дмитрович             | 03.11.2010            | Освіта вища    | член Всеукраїнського об'єднання «Свобода»     | шахта «Межирічанська», головний технолог |
| 19       | Ліщинський Богдан Степанович      | 03.11.2010            | Освіта вища    | член Всеукраїнського об'єднання «Свобода»     | ЧЗШ № 2, вчитель |
| 20       | Гвоздик Микола Іванович           | 03.11.2010            | Освіта вища    | член Всеукраїнського об'єднання «Свобода»     | ТзОВ «Престиж-Авто», заступник директора |
| б/м      | Ільчишин Роман Ярославович        | 05.11.2010            | Освіта вища    | член Народного Руху України                   | ЗАТ «Оболонь», фахівець з методів розширення збуту (супервайзер) |
| б/м      | Павлюх Оксана Миколаївна          | 16.12.2010            | Освіта вища    | член Народного Руху України                   | ЦПЗ-7, нач-відділення |
| 9        | Корнат Ігор Володимирович         | 03.11.2010            | Освіта вища    | член Народного Руху України                   | тимчасово не працює |
| 22       | Пелех Петро Богданович            | 03.11.2010            | Освіта вища    | позапартійний                                 | ВАТ «Укрзахідвуглебуд», головний інженер |
| б/м      | Пущик Наталія Андріївна           | 05.11.2010            | Освіта вища    | член Політичної партії «Наша Україна»         | Червоноградське відділення виконавчої дирекції Фонду соціального страхування від нещасних випадків на виробництві та професійних захворювань, завідувачка юридичного сектору |
| б/м      | Міллер Радіон Ігорович            | 05.11.2010            | Освіта вища    | член Політичної партії «Наша Україна»         | Комунальне підприємство «Червоноградський ринок», директор |
| 4        | Гарасюк Василь Олексійович        | 03.11.2010            | Освіта вища    | член Політичної партії «Наша Україна»         | Виконавчий комітет Червоноградської міської ради, секретар Червоноградської міської ради                                                                                     |
| 23       | Закала Богдан Васильович          | 03.11.2010            | Освіта вища    | член Політичної партії «Наша Україна»         | приватний підприємець |
| б/м      | Корніло Василь Іванович           | 05.11.2010            | Освіта вища    | член Політичної партії «Сильна Україна»       | Спільне підприємство у формі ТзОВ «Київ-Захід», директор |
| б/м      | Кашуба Володимир Володимирович    | 05.11.2010            | Освіта вища    | член Політичної партії «Сильна Україна»       | Фірма «Transcontrol», фінансовий директор-засновник |
| б/м      | Бачинський Євген Володимирович    | 05.11.2010            | Освіта вища    | член Політичної партії «Фронт Змін»           | ПП «Галтехсервіс», комерційний директор |
| б/м      | Сіледчик Василь Васильович        | 05.11.2010            | Освіта вища    | член Політичної партії «Фронт Змін»           | приватний підприємець |
| б/м      | Микульчин Олександр Олександрович | 05.11.2010            | Освіта вища    | член Політичної партії «Фронт Змін»           | Соснівська міська рада, заступник міського голови |
| б/м      | Білобран Назарій Орестович        | 05.11.2010            | Освіта вища    | член Політичної партії «Фронт Змін»           | Центр зв'язку «Граф», директор |
| б/м      | Пащук Артем Ігорович              | 05.11.2010            | Освіта вища    | член Політичної партії «Фронт Змін»           | Юридична фірма «Захист прав громадян», юрист |
| 10       | Мука Леся Іванівна                | 03.11.2010            | Освіта середня | член Політичної партії «Фронт Змін»           | ТзОВ «Київ-Захід», завідувач магазину |
| 11       | Гоц Павло Васильович              | 03.11.2010            | Освіта вища    | член Політичної партії «Фронт Змін»           | Шахта «Великомостівська», юрисконсульт |
| 16       | Суханов Олександр Олексійович     | 03.11.2010            | Освіта вища    | член Політичної партії «Фронт Змін»           | загальноосвітня школа № 1, директор |
| 21       | Риндик Ігор Богданович            | 03.11.2010            | Освіта вища    | член Політичної партії «Фронт Змін»           | ВГО «Фундація медичного права та білетики України», юрист |
| 24       | Пижевський Володимир Андрійович   | 03.11.2010            | Освіта вища    | позапартійний                                 | Соснівська міська лікарня, лікар |